# Norbert Wiener
Norbert Wiener   (Columbia, 26 de novembre de 1894 - Estocolm, 18 de març de 1964) és un dels científics més brillants i influents del segle xx. És el pare indiscutible de la cibernètica, i, com a tal, un dels pares de la informàtica o computació.

## Biografia
Nasqué en una família jueva als Estats Units, i ben aviat es revelà com un infant prodigi. De petit, estudià sobretot a casa, sota la tutela del seu pare, Leo Wiener, immigrant i professor de llengües eslaves a la Universitat Harvard. Als dos anys, ja sabia llegir i escriure. Als 11 ingressà a la Universitat de Tufts. Acabà la carrera de matemàtiques quan en tenia 14. Passà a Harvard, on estudià zoologia, i d'allí, als 15 anys, se n'anà a la Universitat Cornell on feu la carrera de filosofia. Tornà a Harvard als 18 anys, i allí obtingué el seu doctorat en aquesta disciplina.
D'allí se n'anà a Anglaterra, a la Universitat de Cambridge, on conegué i treballà amb Bertrand Russell i G. H. Hardy. Des del 1914 estigué a Göttingen, Alemanya, on coincidí amb David Hilbert i amb Edmund Landau. En 1915 tornà als Estats Units. El 1926 anà un altre cop a Europa, amb una beca Guggenheim i es casà amb Margaret Engemann. Estigué altre cop a Göttingen i a Cambridge amb Hardy.
Tornà als Estats Units i, durant la Segona Guerra Mundial, treballà des de Maryland en els esquemes de l'artilleria antiaèria britànica, intentant preveure els patrons de vol de l'aviació alemanya. Després s'establí a Nova Anglaterra. Romangué al MIT (Massachusetts Institute of Technology) la resta de la seva vida acadèmica, des d'on publicà els seus resultats més importants. El 1933 obtingué el prestigiós Premi Bôcher, de la American Mathematical Society. El 1940, juntament amb Aurel Wintner i Ralph Boas, van tenir la peregrina idea de crear una revista anomenada  Trivia Mathematica proposant uns articles a publicar amb enunciats rocambolescos.
Morí a Estocolm durant una visita científica el 1964.
La seva vida ha estat resumida, explicada i comentada per ell mateix en dos volums autobiogràfics: Ex prodigi i Soc matemàtic.

## Obra
Del seu treball d'estratègia militar nasqué la idea de la Teoria del control i la comunicació que ell anomenà cibernètica, del greg kibernos, timó d'una nau. De fet, el terme sorgí d'un fenomen que ell estudià en profunditat: als antics vaixells de vapor (i encara avui en alguns dels bucs més modestos), hi ha dues vàlvules al timó (la pala que va sota la superfície de l'aigua i que determina la direcció del vaixell) que, quan el moviment de les aigües el desplacen, fan tornar el timó a la seva posició inicial i correcta en obrir-se o tancar-se. Wiener va fer uns estudis innovadors d'aquesta mena d'aparells i va anomenar aquesta interdependència feedback, que en català s'anomena retroalimentació. És a dir, l'enginy detecta que ha estat alterat i ho corregeix de manera automàtica.
A cops passava, però, que les vàlvules funcionaven malament i s'obrien massa, de manera que el timó anava més enllà de la posició correcta. Retornava, però amb massa imprecisió, i així successivament, de manera que el timó no trobava l'estabilitat i començava a oscil·lar cada cop més ràpid i més lluny, fins que es trencava.
Aquest fenomen l'apassionà. I trobà el símil en algunes conductes humanes. El clonus, és a dir la vibració inesperada d'algun muscle del cos durant una estona és, segons va establir Wiener, una reacció equivalent a la del timó. Per corroborar-ho es desplaçà a Ciutat de Mèxic, per visitar el doctor Arturo Rosembluth, neuròleg de fama mundial, que treballava al Instituto Nacional de Cardiología. Wiener anà moltes vegades a Mèxic per trobar-se amb Rosenbluth.
Fou el científic mexicà qui li parlà d'un tipus de sífilis que afectava el sistema neurològic. Quan el malalt volia agafar un objecte sobre la taula, la seva mà començava a oscil·lar, primer a poc a poc i després més ràpid, amb frenètics i amples moviments a dreta i a esquerra. Wierner s'adonà que es tractava del mateix fenomen del timó dels vaixells. Els moviments dels humans també treballaven amb feedback. Els sistemes, siguin mecànics, vius, o socials, únicament funcionen de manera estable quan el feedback compleix de manera eficient la seva funció. D'aquesta constatació va néixer la cibernètica, que va permetre ulteriorment la robòtica i, en bona part, la informàtica.
Establí dues classes de feedback. El "positiu", quan una alteració petita és augmentada, i el "negatiu", quan l'acció inicial és contrarestada. L'exemple clàssic és el de frenar un automòbil, amb feedback "positiu", ja que la inèrcia fa que, en principi, el conductor freni més; i el d'accelerar-lo, amb feedback "negatiu", ja que en aquest cas la inèrcia cap enrere el fa prémer menys l'accelerador. L'estabilitat dels sistemes és garantida, en la majoria dels casos, pel feedback "negatiu".
Quan una persona està dreta i quieta, és gràcies a milers de petites correccions per segon, del tipus feedback negatiu. Una estàtua equivalent i sense suports, per exemple, cauria de seguida.

## Escrits principals
(es refereixen únicament les publicacions originals en anglès)
- 1914, "A simplification in the logic of relations". Es Riba a Jean van Heijenoort, 1967. From Frege to Godel: A Source Book in Mathematical Logic, 1879-1931. Harvard Univ. Press: 224-27.
- 1930, Extrapolation, Interpolation and Smoothing of Stationary Time Series with Engineering Applications. MIT Press. (no fou publicat fins a 1939; l'edició de 1942 fou anomenada "El perill groc" per la dificultat del text i pel color de la coberta d'aquesta edició, molt usada a les universitats).
- 1948, Cybernetics: Or the Control and Communication in the Animal and the Machine. Cambridge, MA: MIT Press.
- 1950, The Human Use of Human Beings. Da Capo Press.
- 1953. Ex-Prodigy: My Childhood and Youth. MIT Press.
- 1956. I am a Mathematician. MIT Press.
- 1966, (pòstum) Nonlinear Problems in Random Theory. MIT Press.
- 1966, (pòstum) Generalized Harmonic Analysis and Tauberian Theorems. MIT Press.
- 1966, (pòstum) God & Golem, Inc.: A Comment on Certain Points Where Cybernetics Impinges on Religion. MIT Press.
- 1988, (pòstum) The Fourier Integral and Certain of its Applications. Cambridge University Press.
- 1994, (pòstum) Invention: The Care and Feeding of Ideas. MIT Press.